# (67263) 2000 ER150
2000 إي أر 150 (ويعرف أيضًا باسم (67263) 2000 إي أر 150 وفق تسمية الكوكب الصغير) (بالإنجليزية: 2000 ER150)‏ هو كويكب ضمن حزام الكويكبات؛ وترتيبه 67263 من حيث الاكتشاف.
اكتُشف هذا الجُرم الفلكي بواسطة تعقب الأجرام القريبة من الأرض في 5 مارس 2000.

## وصلات خارجية
- (67263) 2000 ER150 في قاعدة بيانات مختبر الدفع النفاث لأجرام النظام الشمسي الصغيرة

- الاكتشاف · مخطط المدار ·  العناصر المدارية · المعلمات المادية

- (67263) 2000 ER150 على موقع ويكي سكاي: DSS2, SDSS, GALEX, IRAS, Hydrogen α, X-Ray, Astrophoto, Sky Map, Articles and images